# Frontex
Den europæiske grænse- og kystvagt, også kendt som Frontex (fra fransk: Frontières extérieures "ydre grænser"), er et EU-agentur beliggende i Warszawa i Polen, med ansvaret for grænsekontrollen af det europæiske Schengen-område i koordination med grænse- og kystvagterne i Schengen-medlemstaterne.
Frontex's hovedopgave er at indsamle data til hjælp for koordinationen af det operative samarbejde mellem medlemsstaterne om  forvaltning af de ydre grænser, og at  bistå medlemsstaterne med uddannelse af nationale grænsevagter,  indførelse af fælles uddannelsesstandarder, udarbejdelse af risikoanalyser, og følge udviklingen i forskning, der er relevant for kontrol og overvågning af de ydre grænser. Det skal også  bistå medlemsstaterne i situationer, der kræver øget teknisk og operativ bistand ved de ydre grænser, og yde medlemsstaterne den nødvendige støtte i forbindelse med tilrettelæggelsen af bedste praksis for tilbagesendelse af tredjelandes statsborgere, som opholder sig ulovligt i EU.
Frontex har hovedkvarter i Polens hovedstad Warszawa, og havde i juni 2008 138 ansatte, og et budget på godt 70 millioner euro
Af hensyn til den overordnede sammenhæng holder Frontex tæt kontakt til andre fællesskabs- og EU-partnere, der har ansvar for sikkerheden ved de ydre grænser, som f.eks. EUROPOL, CEPOL og OLAF, og for toldsamarbejdet og samarbejdet inden for plantesundhed og veterinærkontrol.
I juni 2007 vedtog EU's Ministeråd en forordning om at oprette en fælles indsatsstyrke for grænsekontrol, der har fået navnet Rapid Border Intervention Teams, forkortet til RABITS, som er tænkt som en operativ indsatsgruppe ved ekstraordinære pres på EU's ydre grænser, men nogle nærmere retningslinjer er endnu ikke fastlagt (juni 2008). 
Den 22. juni 2016 vedtog Europaparlamentet, Det Europæiske Råd og Europakommissionen et forslag om at oprette en europæisk grænse- og kystvagt. Den nye organisation bygger på det grundlag, som Frontex har lagt, med evnen til at trække på en yderligere reserve af personer og udstyr. Det nye agentur "skal hjælpe med at håndtere migration mere effektivt, forbedre den Europæiske Unions interne sikkerhed og vogte princippet om fri bevægelse. Etableringen af en Europæisk Grænse- og Kystvagt vil sikre en stærk og fælles håndtering af de eksterne grænser."